# Shekosh
Shekosh (auch Sheygosh, Sheygoosh
, Shikosh, Sheikosh, Shek Hosh) ist ein Ort in der Korahe-Zone der Somali-Region in Äthiopien. Es ist Hauptort der gleichnamigen Woreda Shekosh.
Nach Angaben der Zentralen Statistikagentur Äthiopiens für 2005 hatte Shekosh 5.658 Einwohner. 1997 waren von 3.792 Einwohnern 99,55 % Somali, die übrigen 17 Einwohner waren Amharen, Gurage und Oromo.
Shekosh ist vom Konflikt zwischen der separatistischen Ogaden National Liberation Front (ONLF) und der äthiopischen Armee betroffen. 1997 wurde in der Nähe ein Armeefahrzeug durch eine Landmine zerstört. Daraufhin verschleppte die Armee den lokalen Ugas (traditionellen Führer) und Bürgermeister Mohamed Muhumed Fatulle und dessen Neffen in die Militärbasis von Kebri Dehar, die beiden wurden später tot aufgefunden. Seit 2007 hat sich der Konflikt in der Somali-Region verschärft. Human Rights Watch zufolge wurden in der Militärbasis von Shekosh Gefangene gefoltert.
Shekosh verfügt über einen Markt. 2007 begann die Ethiopian Roads Authority mit dem Bau einer asphaltierten Straße von Kebri Dehar nach Shekosh. Die asphaltierte Straßenverbindung nach Degehabur ist zu 97,2 % fertiggestellt.